# Starzinger
Starzinger (ＳＦ西遊記 スタージンガー?, Esu Efu Saiyuki Sutājingā) è una serie televisiva anime di 73 episodi (64 nella prima serie più 9 nella seconda) di Leiji Matsumoto e prodotta dalla Toei Animation. È stata trasmessa in Giappone tra il 1978 ed il 1979. È una trasposizione in chiave fantascientifica del classico della letteratura cinese Viaggio in Occidente.

## Trama
La storia ruota attorno alla Principessa della Luna, Aurora, e i suoi tre compagni cyborg: Coog, Hakka e Gorgo, che devono raggiungere il Grande Pianeta e ripristinare l'Energia Galattica, che si sta affievolendo a causa dell'anzianità della sua regina: in conseguenza di questo tutte le forme di vita di tutti i pianeti stanno diventando aggressive e sanguinarie, e la civiltà sta regredendo.

## Personaggi

### Protagonisti
Principessa Aurora (オーロラ姫?, Orora Hime)
Principessa-guerriera della Luna, ha perso il suo regno a causa della diminuzione dell'Energia Galattica, ed è stata scelta dalla dottoressa Kitty per ripristinarla, in quanto possiede gli stessi poteri della Regina del Grande Pianeta. Il corrispondente personaggio del romanzo è il monaco Sanzang.
Jan Coog (ジャン・クーゴ?, Jan Kugo)
Originariamente un essere umano, ha trasformato il suo corpo in un cyborg per proteggere l'umanità, ma da allora gli sono sempre stati assegnati incarichi di poco conto e ha perciò sviluppato un'attitudine ribelle: per questo è stato imprigionato in una sfera di cristallo dalla dottoressa Kitty fino all'inizio dell'avventura, quando viene appunto liberato affinché serva la principessa Aurora. Viene indotto con un trucco a indossare una coroncina d'oro, che si rivela essere uno strumento attraverso il quale la principessa può controllarlo. La sua arma è un bastone allungabile, il Giavellotto Astrale, mentre il suo mezzo di trasporto è lo Star Crow. Nel romanzo è Sun Wukong.
Don Hakka (ドン・ハッカ?, Don Hakka)
Cyborg che si unisce al gruppo, di corporatura massiccia e fortissimo nel combattimento corpo a corpo. Ha una catena e uno scudo che può sparare missili come armi, mentre il suo mezzo di trasporto è lo Star Bud. Nel romanzo è Zhu Wuneng.
Sir Gorgo (サー・ジョーゴ?, Sa Jogo)
Cyborg conosciuto sul pianeta dell'acqua che inizialmente attacca l'equipaggio della Regina del Cosmo. In seguito però si innamora di Aurora e decide di far parte del gruppo. È il cyborg più riflessivo dei tre e la sua intelligenza sarà molto utile per uscire da situazioni pericolose. Le sue armi sono il tridente siderale e un piccolo computer portatile in grado di individuare i punti deboli dei nemici. Il suo mezzo di trasporto è lo Star Chopper. Nel romanzo è Sha Wujing.
Dottoressa Kitty
Geniale scienziata che aiuta i protagonisti durante il viaggio grazie alla sua abilità tecnica, pur essendo rimasta sulla Terra. Nel romanzo è la bodhisattva Guanyin.
Professor Dogget
È al fianco della dottoressa Kitty ed è colui che ha trasformato Coog in un cyborg.

### Nemici
Ghinghin (ギンギンマン?, Gingin Man)
Nemico della prima parte della storia (ep. 13-31), è un alieno dalle fattezze scimmiesche che insieme al fratello Kinkin ha colonizzato numerosi pianeti del sistema solare e schiavizzato gli abitanti. Si tratta di un essere estremamente spietato che non esita a compiere stragi per i suoi scopi. Viene sconfitto da Coog e Gorgo.
Kinkin (キンキンマン?, Kinkin Man)
Fratello di Ghinghin, è ancora più subdolo e malvagio del fratello, spesso è lui che organizza le strategie d'attacco. Una volta sconfitto, si suiciderà facendosi esplodere nella sua base.
Comandante Solda
Soldato al servizio di Kinkin e Ghinghin che viene ucciso dai suoi stessi capi.
Re Gyuma (キングギューマ?, Kingu Gyūma)
Nemico della seconda parte (ep. 33-56), è l'imperatore del sistema girara che comanda un vasto esercito, il suo scopo è di catturare la Principessa Aurora per sfruttare l'energia galattica. Riuscirà a fare prigioniera Aurora ma verrà ucciso da Lacet che da tempo desiderava prendere il suo posto; il suo regno sarà ereditato dal figlio Guima. Nel romanzo è il Re demone toro.
Regina Lacet
Regina del pianeta Lacet, si allea con Re Gyuma per catturare Aurora ma a missione compiuta ucciderà il re. Viene giustiziata dai soldati di Gyuma quando scoprono il suo tradimento.
Bel Ami (ベラミス?, Beramisu)
Cyborg femminile, abile spadaccina fedele alla Regina Lacet, che sfida Coog varie volte ma in seguito si innamorerà di lui, passando dunque dalla parte degli eroi. Si sacrificherà per distruggere il mostro di luce (ep. 64).
Capitano Garya
Generale dell'esercito di Gyuma. Viene ucciso da Bel Ami (ep. 38).
Principe Guima (プリンスガイマ?, Purinsu Gaima)
Figlio cyborg di Re Gyuma, di cui prende il posto dopo la sua morte; diviene da allora il nemico principale della Principessa Aurora. La sua arma più pericolosa è la cintura magnetica. Viene eliminato da Coog dopo una dura lotta (ep. 56).
Satana Golgoa
Nemico della seconda serie, è il mostro più potente incontrato dai protagonisti nonché capo di una tribù di demoni spaziali del sistema golgoa. Dispone di numerosi mostri in grado di cambiare aspetto a seconda dell'occasione. Una volta eliminati tutti i suoi sottoposti, la Regina del Cosmo giunge sul suo pianeta per lo scontro finale: Jan Coog si batte con lui e dopo una dura lotta riesce ad ucciderlo, trafiggendolo con il giavellotto astrale.
Bigmar
Suddito di Satana Golgoa che come tutti i mostri golgoa ha la capacità di trasformarsi.
Saba
Strega assistente di Satana Golgoa; appare nel penultimo episodio.

## Episodi
| Nº | Titolo italiano Giapponese 「Kanji」 - Rōmaji                                                                  | In onda           | In onda |
| Nº | Titolo italiano Giapponese 「Kanji」 - Rōmaji                                                                  | Giapponese        |         |
| 1  | Viaggio verso il grande pianeta 「飛べ！オーロラ姫」 - Tobe! ōrora hime                                        | 2 aprile 1978     |         |
| 2  | La principessa dello spazio 「宇宙で一番の暴れん坊」 - Uchū de ichiban no abarenbō                             | 9 aprile 1978     |         |
| 3  | Il pianeta di fango 「おれも男だ！姫のため」 - Oremo otoko da! hime notame                                     | 16 aprile 1978    |         |
| 4  | L'avventura e il sogno 「夢を求める冒険野郎!!」 - Yume wo motome ru bōkenyarō!!                                | 23 aprile 1978    |         |
| 5  | L'amicizia è l'arma più forte 「胸に輝け！友情の星」 - Mune ni kagayake! yūjō no hoshi                         | 30 aprile 1978    |         |
| 6  | Il giavellotto astrale 「強い味方のアストロ棒！」 - Tsuyoi mikata no asutoro bō!                               | 7 maggio 1978     |         |
| 7  | La prodezza di Hakka 「男ハッカの大活躍」 - Otoko hakka no daikatsuyaku                                        | 14 maggio 1978    |         |
| 8  | L'incubo dell'energia 「悪夢のバリバリゾーン」 - Akumu no baribarizōn                                          | 21 maggio 1978    |         |
| 9  | La stella scomparsa 「まぼろしの星は消えた」 - Maboroshino hoshi ha kie ta                                     | 28 maggio 1978    |         |
| 10 | Il simbolo della speranza 「希望という名の星」 - Kibō toiu mei no hoshi                                        | 4 giugno 1978     |         |
| 11 | Il dottor Mud 「地球へ急げ！スタークロー」 - Chikyū he isoge! sutakurō                                         | 11 giugno 1978    |         |
| 12 | Non morire, principessa 「死ぬなよ！オーロラ姫」 - Shinu nayo! ōrora hime                                      | 18 giugno 1978    |         |
| 13 | Il pianeta diviso 「青星・黄星・なみだ星」 - Ao hoshi. ki hoshi. namida hoshi                                  | 25 giugno 1978    |         |
| 14 | Il pianeta fortezza 「要さい惑星ギンギラ！」 - Yōsa i wakusei gingira!                                         | 2 luglio 1978     |         |
| 15 | Il punto nero 「ブラックホール危機一髪!!」 - Burakkuhōru kikiippatsu!!                                         | 9 luglio 1978     |         |
| 16 | Un fiore morente 「宇宙に散った花一輪」 - Uchū ni chitta hana ichirin                                          | 16 luglio 1978    |         |
| 17 | Un'ombra nel mare 「青い海に黒い影」 - Aoi umi ni kuroi kage                                                   | 23 luglio 1978    |         |
| 18 | Onda di calore 「涙もハートもあったかい」 - Namida mo hato moattakai                                           | 30 luglio 1978    |         |
| 19 | Arrivederci, capitano! 「さらば！ジョーゴよ」 - Saraba! jōgo yo                                                | 6 agosto 1978     |         |
| 20 | L'indomito Mart 「小さな星にも太陽が！」 - Chiisa na hoshi nimo taiyō ga!                                      | 13 agosto 1978    |         |
| 21 | L'eroe del sottosuolo 「敬礼！泥んこの英雄」 - Keirei! doro nkono eiyū                                         | 20 agosto 1978    |         |
| 22 | I mostri scomparsi 「涙よ！流れ星となれ」 - Namida yo! nagareboshi tonare                                      | 27 agosto 1978    |         |
| 23 | Visione telepatica 「愛よ！銀河の彼方まで」 - Ai yo! ginga no kanata made                                      | 3 settembre 1978  |         |
| 24 | Uno dei due mente 「ウソつき星人は誰だ!?」 - Uso tsuki seijin ha dare da!?                                     | 10 settembre 1978 |         |
| 25 | Il ritorno di Ghinghin 「よみがえったギンギンマン」 - Yomigaetta ginginman                                     | 17 settembre 1978 |         |
| 26 | Una tremenda battaglia 「大勝負！憎むべき敵」 - Taishō fu! nikumu beki teki                                    | 24 settembre 1978 |         |
| 27 | Ghinghin attacca di nuovo 「出撃！ギンギンマン軍団」 - Shutsugeki! ginginman gundan                            | 1º ottobre 1978   |         |
| 28 | Morte alla regina del cosmo 「突進！クイーン・コスモス号」 - Tosshin! kuin. kosumosu gō                        | 8 ottobre 1978    |         |
| 29 | La fortezza Goldstar 「大爆発！ゴルスター」 - Daibakuhatsu! gorusuta                                           | 15 ottobre 1978   |         |
| 30 | I tre fratelli 「地獄星を脱出せよ！」 - Jigoku hoshi wo dasshutsu seyo!                                        | 22 ottobre 1978   |         |
| 31 | Rivolta a Lephan 「レンファ星基地の反乱！」 - Renfa hoshi kichi no hanran!                                     | 29 ottobre 1978   |         |
| 32 | L'amore del mostro 「わが子よ！モンスターの愛」 - Waga ko yo! monsuta no ai                                    | 5 novembre 1978   |         |
| 33 | Satana nello spazio 「出現！宇宙の帝王」 - Shutsugen! uchū no teiō                                             | 12 novembre 1978  |         |
| 34 | Il maledetto pianeta di vetro 「呪われたガラスの星」 - Norowa reta garasu no hoshi                             | 19 novembre 1978  |         |
| 35 | Il cuore del mostro 「狂暴モンスターのこころ」 - Kyōbō monsuta nokokoro                                        | 26 novembre 1978  |         |
| 36 | Senza pianeta 「星をなくしたあいつ！」 - Hoshi wonakushitaaitsu!                                               | 3 dicembre 1978   |         |
| 37 | Il lupo solitario dello spazio 「宇宙の美しき狼」 - Uchū no utsukushi ki ookami                                | 10 dicembre 1978  |         |
| 38 | I cani robot 「故郷の星に吠えろ！」 - Kokyō no hoshi ni hoe ro!                                                | 17 dicembre 1978  |         |
| 39 | La neve eterna 「美しき雪は永遠に」 - Utsukushi ki yuki ha eien ni                                             | 24 dicembre 1978  |         |
| 40 | La principessa dispersa sul pianeta Magma 「マグマの星に消えた姫！」 - Maguma no hoshi ni kie ta hime!         | 31 dicembre 1978  |         |
| 41 | La grande ricerca per salvare la principessa 「大追跡！姫を救出せよ！」 - Daitsuiseki! hime wo kyūshutsu seyo! | 7 gennaio 1979    |         |
| 42 | Una donna dal passato oscuro 「黒い栄光に散った男」 - Kuroi eikō ni chitta otoko                               | 14 gennaio 1979   |         |
| 43 | Uccidete la principessa, con amore! 「愛をこめて姫を撃て！」 - Ai wokomete hime wo ute!                        | 21 gennaio 1979   |         |
| 44 | Un giuramento nel deserto rosso 「赤い砂漠の誓い」 - Akai sabaku no chikai                                     | 28 gennaio 1979   |         |
| 45 | Ninna nanna in un campo di battaglia 「戦場に響く子守歌」 - Senjō ni hibiku komoriuta                          | 4 febbraio 1979   |         |
| 46 | I soldati della legione straniera 「悲しき外人部隊」 - Kanashi ki gaijinbutai                                  | 11 febbraio 1979  |         |
| 47 | Domani sarà il giorno 「対決！サイボーグ戦士」 - Taiketsu! saibōgu senshi                                      | 18 febbraio 1979  |         |
| 48 | L'attacco di re Gyuma 「キング・ギューマの出撃！」 - Kingu. gyūma no shutsugeki!                               | 25 febbraio 1979  |         |
| 49 | Il complotto della regina Lacet 「クイーン・ラセツの陰謀」 - Kuin. rasetsu no inbō                             | 4 marzo 1979      |         |
| 50 | L'ultimo giorno delle forze del male 「魔王軍団最後の日」 - Maō gundan saigo no nichi                          | 11 marzo 1979     |         |
| 51 | Forza, soldati dell'amore! 「戦え！愛の戦士たち」 - Tatakae! ai no senshi tachi                                | 18 marzo 1979     |         |
| 52 | L'uomo che tornò dall'inferno 「地獄から帰って来た男」 - Jigoku kara kaette kita otoko                         | 25 marzo 1979     |         |
| 53 | Sole nero 「奇襲！黒い太陽」 - Kishū! kuroi taiyō                                                              | 1º aprile 1979    |         |
| 54 | La principessa Aurora nelle mani del diavolo 「絶体絶命！オーロラ姫」 - Zettaizetsumei! ōrora hime             | 8 aprile 1979     |         |
| 55 | La battaglia del pianeta Girara 「ギララ星宇宙の決戦」 - Girara hoshi uchū no kessen                           | 15 aprile 1979    |         |
| 56 | Fine di un malvagio 「激闘！クーゴ対ガイマ」 - Gekitō! kūgo tsui gaima                                         | 22 aprile 1979    |         |
| 57 | L'aspetto primitivo dei mostri 「幽霊モンスターの正体！」 - Yūrei monsuta no shōtai!                           | 6 maggio 1979     |         |
| 58 | Edora, la regina fantasma 「幻の女王ユドラ」 - Maboroshi no joō yudora                                         | 13 maggio 1979    |         |
| 59 | L'enigma dell'antico pianeta 「古代遊星の謎」 - Kodai yūsei no nazo                                            | 20 maggio 1979    |         |
| 60 | La terra distrutta 「来るか！地球最後の日」 - Kuru ka! chikyūsaigo no nichi                                    | 27 maggio 1979    |         |
| 61 | Sole, torna a risplendere 「突進！キティ研究所」 - Tosshin! kitei kenkyūsho                                    | 3 giugno 1979     |         |
| 62 | Il pianeta Atlantes 「海底惑星アテランテス！」 - Kaitei wakusei aterantesu!                                    | 10 giugno 1979    |         |
| 63 | Oltre la tempesta 「宇宙の嵐を越えて！」 - Uchū no arashi wo koe te!                                           | 17 giugno 1979    |         |
| 64 | Il mostro di luce 「飛べ！大王星めざして」 - Tobe! daiō hoshi mezashite                                        | 24 giugno 1979    |         |
| 65 | I nuovi circuiti di Coog 「大変身！ジャン、クーゴ」 - Taihen mi! jan, kūgo                                     | 1º luglio 1979    |         |
| 66 | Il rapimento della principessa 「妖怪！闘えオーロラ姫」 - Yōkai! tatakae ōrora hime                            | 8 luglio 1979     |         |
| 67 | Il pianeta degli schiavi 「無残！涙の奴隷星」 - Muzan! namida no dorei hoshi                                   | 15 luglio 1979    |         |
| 68 | Il piccolo demonio 「許せない小悪魔」 - Yuruse nai koakuma                                                     | 22 luglio 1979    |         |
| 69 | Il quinto pianeta 「愛の星は悲しみの星」 - Ai no hoshi ha kanashimi no hoshi                                   | 29 luglio 1979    |         |
| 70 | Il falso Coog 「クーゴ対偽クーゴ」 - Kūgo tsui nise kūgo                                                       | 5 agosto 1979     |         |
| 71 | Lacrime di dolore 「光れ！苦しみの涙」 - Hikare! kurushi mino namida                                           | 12 agosto 1979    |         |
| 72 | Lo scontro finale 「大決戦！魔王ゴルガ」 - Dai kessen! maō goruga                                              | 19 agosto 1979    |         |
| 73 | Addio, principessa 「さらば姫！わが友よ」 - Saraba hime! waga tomo yo                                          | 26 agosto 1979    |         |

## Sigle
Sigla iniziale giapponese
- Starzinger no Uta (スタージンガーの歌?) di Isao Sasaki e Koorogi '73
- Uchuu no Senshi Starzinger (宇宙の戦士スタージンガー?) di Isao Sasaki e Kamiyo Youth Chorus
- Bokura no Starzinger di Isao Sasaki e Columbia Yurika Gokai

Sigla finale giapponese
- Hime no Tame nara (姫のためなら?) di Koorogi '73
- Hoshi ni Negai o di Mitsuko Horie

Sigla italiana
- Starzinger, cantata dai Superobots.

## Doppiaggio
| Personaggio        | Doppiatore italiano                    |
| ------------------ | -------------------------------------- |
| Principessa Aurora | Eva Ricca                              |
| Jan Coogh          | Gioacchino Maniscalco                  |
| Gorgo              | Natalino "Ennio" Libralesso            |
| Hakka              | Elia Iezzi                             |
| Dottoressa Kitty   | Vicky Morandi                          |
| Bel Ami            | Paola Del Bosco                        |
| Professore         | Luca Ernesto Mellina                   |
| Ghin Ghin          | Nino Scardina                          |
| Principessa Plene  | Paola Del Bosco                        |
| Re Ghyuma          | Domenico Palmara                       |
| Regina Lacet       | ? (1^ voce) Francesca Bregni (2^ voce) |
| Satana Golgoa      | Mimmo Palmara                          |